# 전기현 (평론가)
전기현(全基縣, 1964년 ~ )은 대한민국의 영화평론가 겸 음악평론가, DJ이다. 본관은 정선.

## 생애

### 어린 시절
본관(관향)은 정선(旌善)이며 경기도 광주에서 출생한 그는 서울에서 성장하였다.

### 주요 이력
- 1983년 프랑스 파리 제7대학교 영화방송학과 입학.
- 1984년 2월 프랑스 파리 제7대학교 영화방송학과 1년 수료 직후 휴학.
- 1984년 7월 프랑스 파리 제7대학교 영화방송학과 휴학 중에 귀국하여 대한민국에서 영화평론가 첫 등단.
- 1984년 10월 대한민국에서 음악평론가 등단.
- 1985년 7월 군 입대.
- 1987년 9월 대한민국 육군 병장 전역.
- 1988년 3월 프랑스 파리 제7대학교 영화방송학과 2년 복학.
- 1991년 2월 프랑스 파리 제7대학교 영화방송학과 학사 학위 직후 프랑스 파리 제7대학교 대학원 영화학과 입학.
- 1993년 3월 프랑스 파리 제7대학교 대학원 영화학과 예술학 석사 학위 직후 프랑스 유학을 마치고 대한민국에 귀국
- 1994년 7월 TBS 교통방송 PD 입사.
- 1995년 8월 TBS 교통방송 PD 직위 사직 직후 3년간 잠시 프리랜서 활약.
- 1998년 2월 아리랑 TV PD 입사.
- 1999년 5월 아리랑 TV PD 직위를 사직하고 동아TV PD 이적.
- 2000년 10월 동아TV PD 직위를 사직하고 ITV 경인방송 PD 이적.
- 2002년 6월 ITV 경인방송 PD 직위를 사직하고 EBS 한국교육방송공사 PD 이적.
- 2003년 9월 EBS 한국교육방송공사 PD 직위를 사직하고 아리랑 라디오 PD 이적.
- 2005년 12월 아리랑 라디오 PD 직위 사퇴 이후 본격 프리랜서 영화평론가 겸 음악평론가 활약.
- 2007년 3월 수필가 등단.

## 작품

### 영화 평론
- 2006년 평론집 《어떤 라이벌... 장 뤼크 고다르와 프랑수아 트뤼포》

### 음악 평론
- 2006년 평론집 《에디트 피아프와 이브 몽탕, 그리고 샤를 아즈나부르의 삼자 우호 관계》

### 수필
- 2007년 수필집 《클래식 영화 음악에 정신이 뜨악!》

## 출연작

### 텔레비전 프로그램
- 1995년 《팝스 파노라마》(KMTV)
- 1995년 《여기는 가요 발전소》(M.net)
- 1995년 《도전 추리특급》(MBC)
- 1995년 《풍물 기행 세계를 가다》(KBS)
- 1995년 《TV 쇼 전파왕국》(SBS)
- 1996년 《EBS 시네마 천국》(EBS)
- 1997년 《세계유행음악》(KMTV)
- 2011년 ~ 2022년, 2024년 ~ 《전기현의 씨네뮤직》(OBS)

### 텔레비전 드라마
- 1996년 KBS 《컬러 - 레드》 ... 김민수 역

### 라디오 프로그램
- 2002년 ~ 2005년 《세계 음악 기행》(EBS FM)
- 2006년 ~ 2010년
2015년 1월 1일 ~ 현재 《세상의 모든 음악》(KBS 클래식FM)
- 2011년 ~ 2014년 《전기현의 음악풍경》(KBS 클래식FM)
- 2015년 《EBS 책 읽는 라디오 낭독 시리즈》(EBS FM) ... 낭독자

## 같이 보기
- 이무영
- 박찬욱
- 이기상
- 이승열
- 송기철
- 이승해